# Arctomia delicatula
Arctomia delicatula är en lavart som beskrevs av Th. Fr. Arctomia delicatula ingår i släktet Arctomia och familjen Arctomiaceae.  Arten är reproducerande i Sverige. Inga underarter finns listade i Catalogue of Life.